# St. Galler Klosterplan

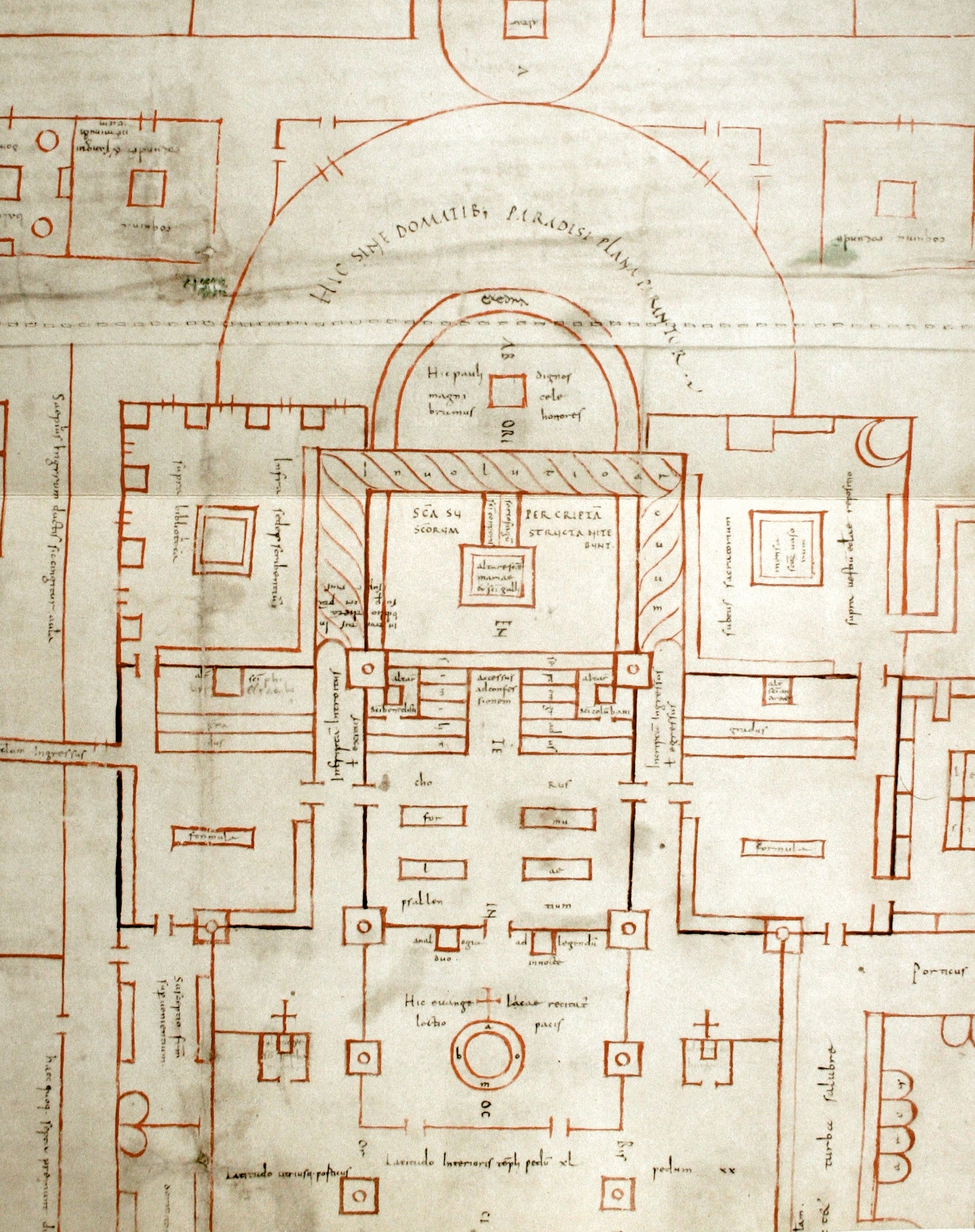
Mittlerer Ausschnitt des St. Galler Klosterplans

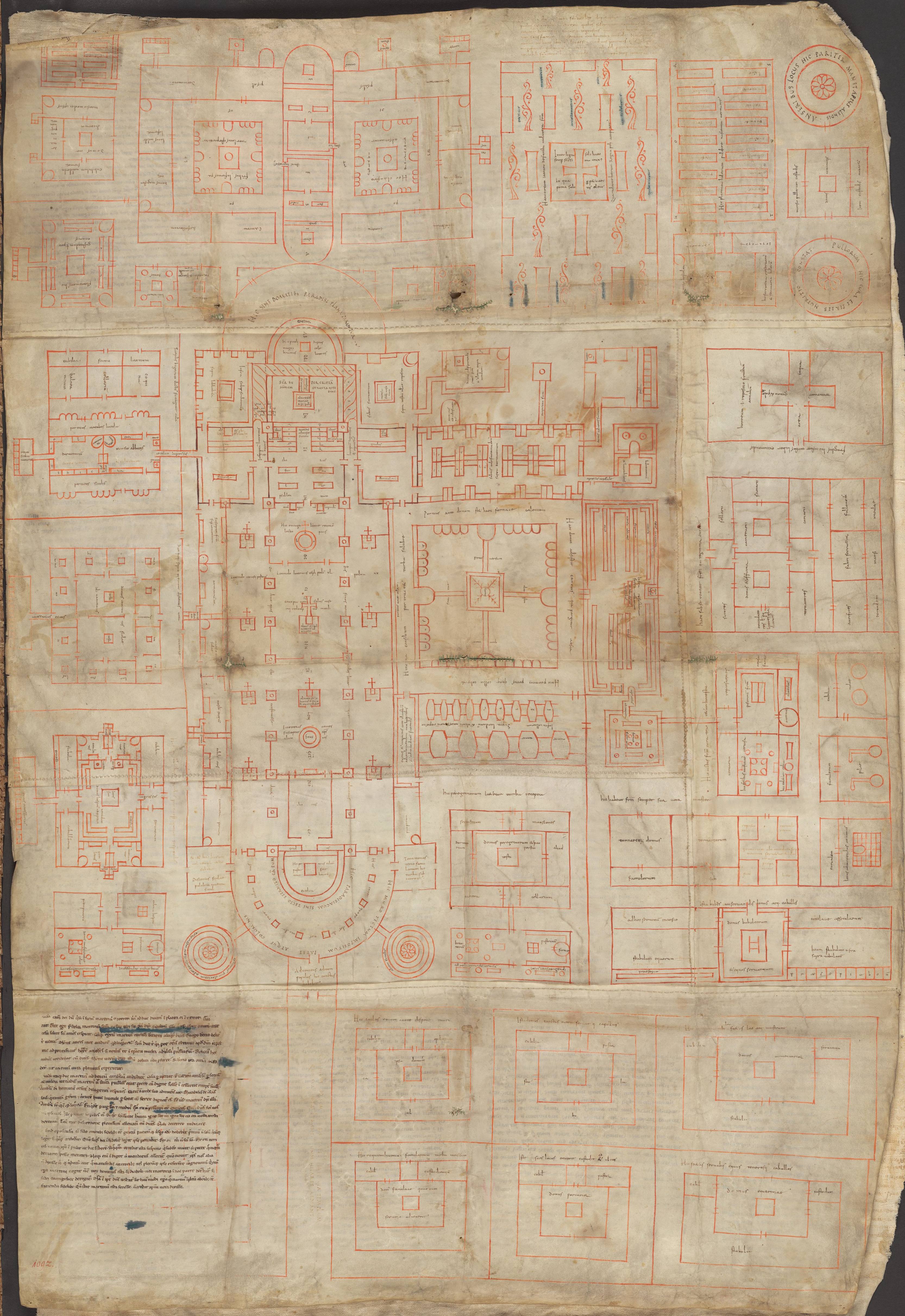
St. Galler Klosterplan (Reichenau, frühes 9. Jahrhundert)

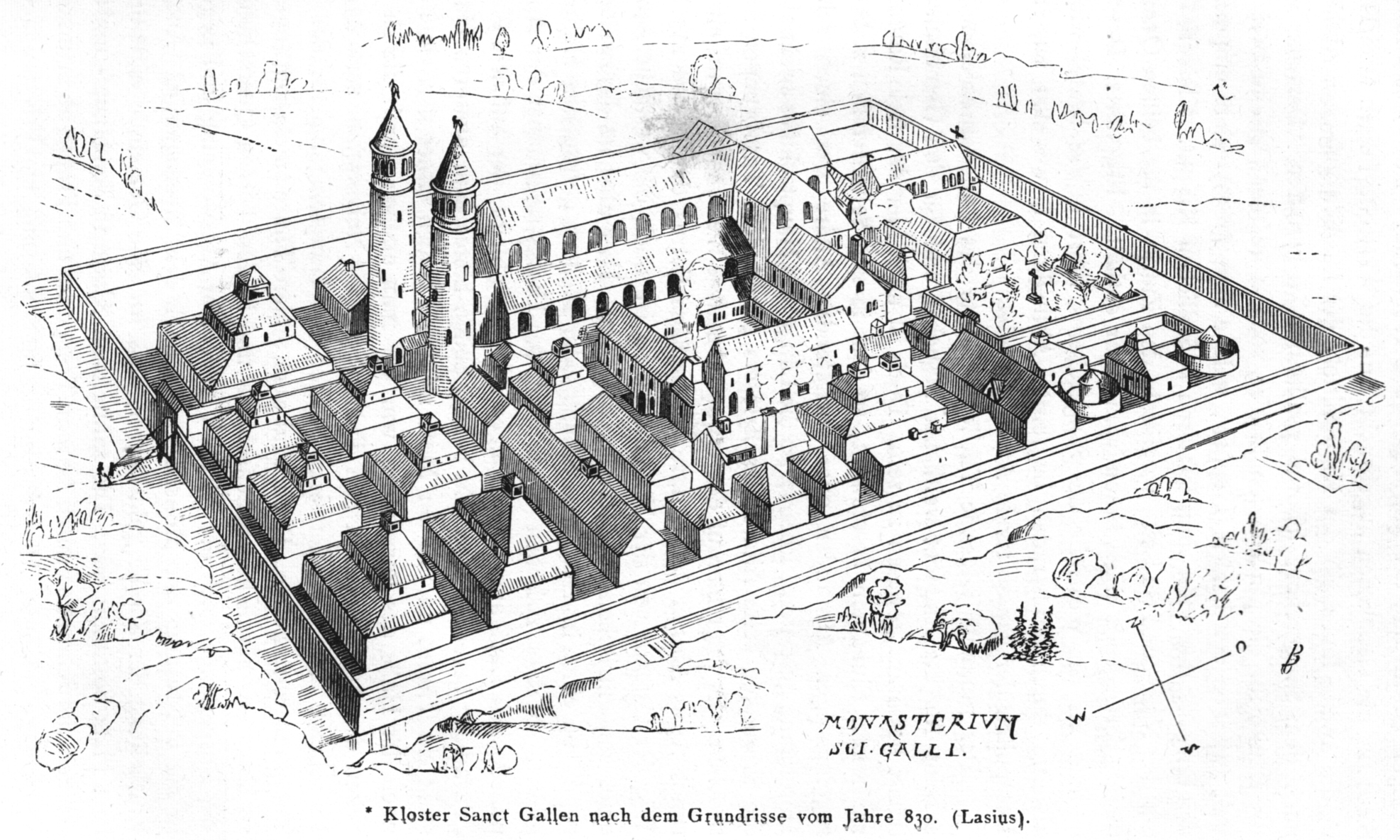
Rekonstruktionszeichnung des Klosters nach dem Klosterplan von Johann Rudolf Rahn, 1876. Die Rekonstruktion ergänzt eine Klostermauer, die in der frühmittelalterlichen Zeichnung nicht vorhanden ist

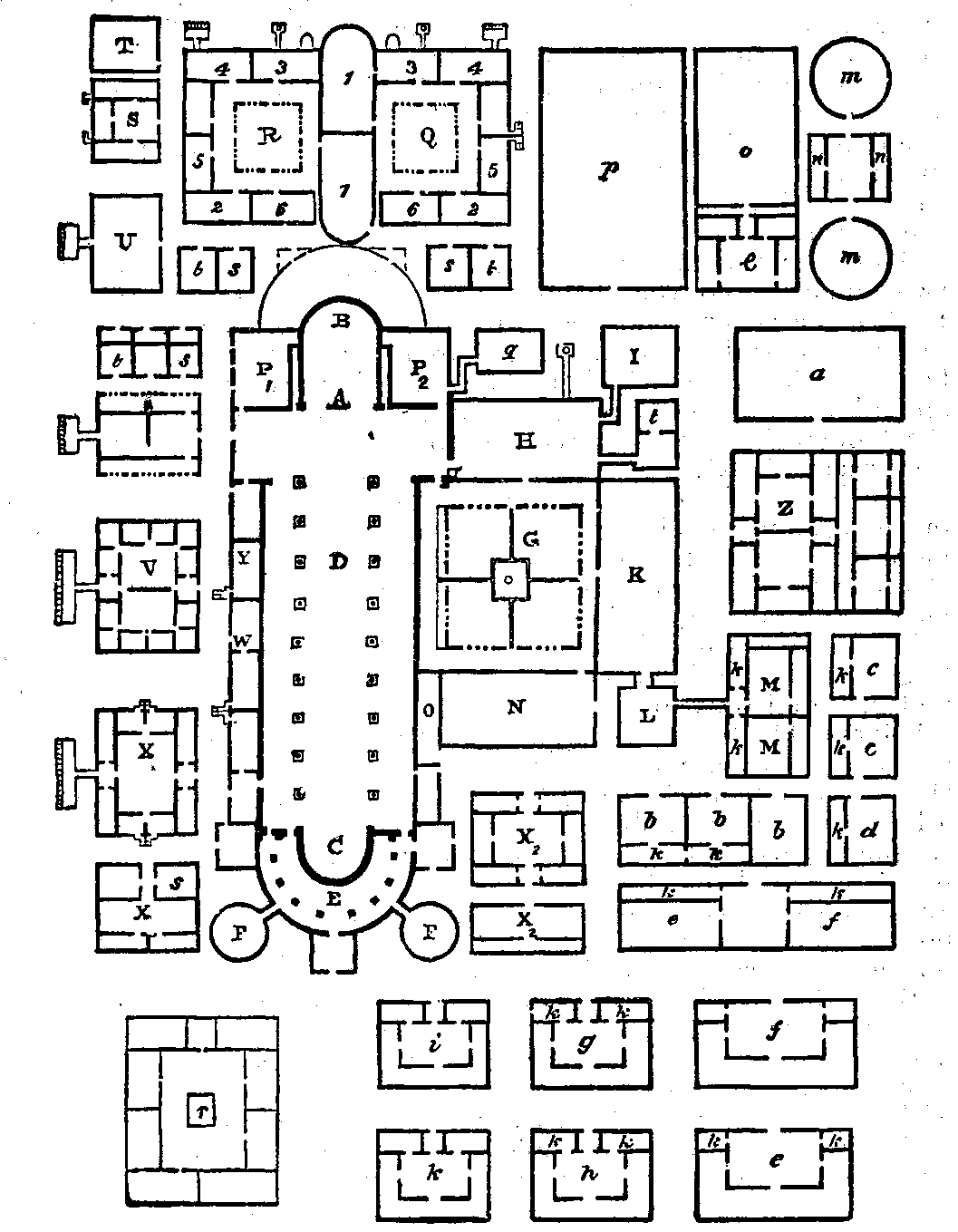
Abbildung des Planes aus der Encyclopædia Britannica. Ganz oben links der Küchengarten

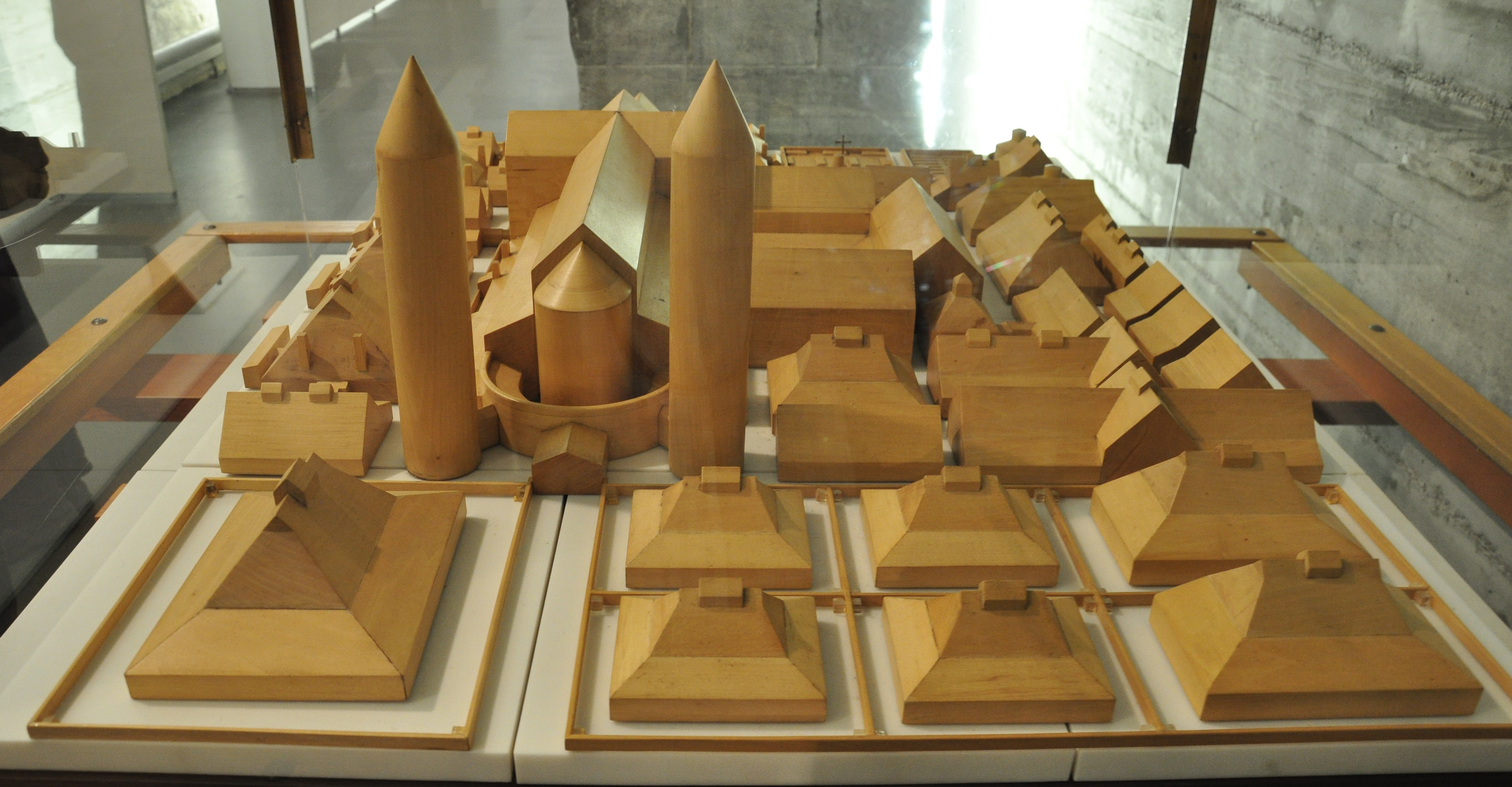
Versuch einer Modellrekonstruktion des Klosterplans

Der St. Galler Klosterplan ist die früheste gezeichnete Darstellung eines Klosterbezirks aus dem Mittelalter und zeigt die ideale Gestaltung einer Klosteranlage zur Karolingerzeit.
Benannt ist der Plan nach der Zugehörigkeit seines Adressaten „Sohn Gozbert“ zur Fürstabtei St. Gallen. Dabei handelt es sich wahrscheinlich um Diakon Gozbert den Jüngeren (830–859), Mönch in St. Gallen, und nicht wie zuvor angenommen an Abt Gozbert von St. Gallen.
Er entstand um 825/26 im Kloster Reichenau.
Die Motivation zur Erstellung des Plans ist umstritten. Es könnte sich um die Kopie eines Idealplans zum Bau benediktinischer Klöster oder einen Originalplan zur Umgestaltung des St. Galler Klosters handeln.
Der Plan ist wahrscheinlich seit dem 9. Jahrhundert im Besitz der Stiftsbibliothek St. Gallen und wird dort unter der Bezeichnung Codex Sangallensis 1092 (Cod. Sang. 1092) aufbewahrt. Ausgestellt war bis 2018 lediglich ein Faksimile.
Im April 2019 eröffnete die Stiftsbibliothek mit dem St. Galler Stiftsarchiv eine neue Ausstellung, in der die Besucher das wertvolle, mittlerweile rund 1200-jährige Dokument im Original betrachten können – allerdings nur für jeweils sehr kurze Zeit, denn die auf dem Pergament verwendeten Tinten sind lichtempfindlich.

## Beschreibung
Der Klosterplan hat eine Größe von 112 cm × 77,5 cm und besteht aus fünf zusammengenähten Teilen aus Pergament, die mit weißen Darmfäden zusammengehalten werden. Begonnen wurde die Arbeit mit dem zentralen Teil des Plans mit Kirche und Klausur, später wurde die Zeichenfläche angestückt. Die Art der Schriftzüge und der Zeichnung weisen darauf hin, dass die Anstückungen bereits während der Arbeit vorgenommen wurden.
Trotz einiger Beschädigungen durch frühere Faltungen – die Schadstellen wurden mit grünen Seidenfäden vernäht – ist der Plan gut erhalten. Die rote Mennigefarbe ist nur an einigen Stellen am inneren Rand der Anfügungen abgesprungen, wo der Plan gefaltet war. Die Beischriften sind in gleichmäßigem Duktus in braunschwarzer Tinte ausgeführt. Zuweilen ist die Tinte verblasst, so dass sich hier und da Schwierigkeiten bei der Entzifferung ergeben.
Um die Wende vom 12. zum 13. Jahrhundert wurde der Plan in der nordwestlichen Ecke beschädigt. Damals hatte ein Mönch die Rückseite des Plans dazu verwendet, das Leben des Heiligen Martin aufzuschreiben. Zur Vereinfachung wurde der Plan entsprechend der beschriebenen Spalten gefaltet. Als sich herausstellte, dass der Platz nicht ausreichte, kratzte der Mönch das große Gebäude an der Nordwestecke aus, um dort den Schluss seiner Erzählung niederzuschreiben. Im 19. Jahrhundert wurde versucht, mit chemischen Flüssigkeiten die weggekratzten Stellen wieder sichtbar zu machen, aber der Schaden, den man anrichtete, war größer als der Nutzen. Es blieben blaue Flecken zurück und die Partien sind endgültig verdorben.
Am 20. April 1949 wurde der Plan im Schweizerischen Landesmuseum von der Leinwand abgelöst, auf die er im 17. oder 18. Jahrhundert zur Verstärkung aufgezogen worden war. Dadurch erscheint er nicht mehr in einem düsteren Braun, sondern viel heller.

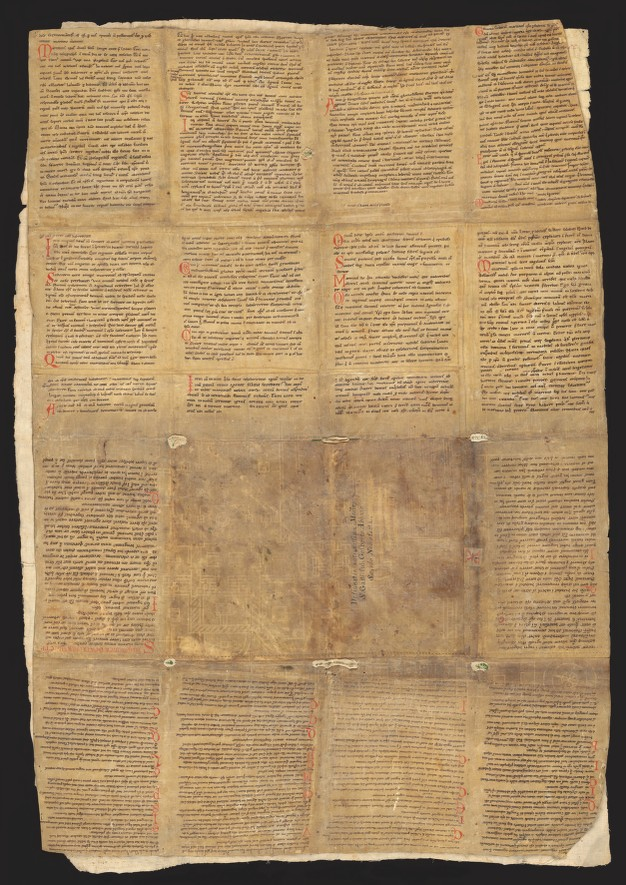
Rückseite des Plans mit der um 1200 kopierten Vita des Martin von Tours

## Inhalt
Der Klosterplan zeigt Grundrisse von rund fünfzig Gebäuden, deren Namen und Funktionen in 333 tituli (Beischriften) beschrieben werden. Das größte und am genausten gezeichnete Gebäude der Anlage ist die Klosterkirche, an die sich Skriptorium, Sakristei, eine Unterkunft für Gastmönche und Torräume anschließen, gefolgt von der quadratisch angelegten  Klausur, dem Bereich der Mönche mit Dormitorium, Refektorium, Latrinenanlagen, Waschraum, Küche, Back- und Brauhaus. Weiter sind ein Gästehaus, das Wohnhaus des Abtes, Hospital und ein Novizenhaus, die sich eine Doppelkapelle teilen, und zahlreiche Wirtschaftsbauten und Handwerksbetriebe sowie Gartenanlagen, Zäune, Mauern und Wege eingezeichnet. Die Gebäude könnten mehr als 100 Mönchen und rund 200 Arbeitern und Dienern Platz bieten.
Der Plan für die mit Mauern versehenen Gartenanlagen enthält einen rechteckigen Arzneigarten (herbularius) mit 16 Beeten sowie einen ebenfalls rechteckigen Küchengarten (hortus für Gemüse und Kräuter) mit 18 Beeten, neben dem als Obstgarten (boum-gart) gestalteten Friedhof. Die Pflanzen für herbularius und hortus sind allesamt auch Bestandteil der Pflanzenliste des Capitulare de villis und zehn Pflanzen des herbularius finden sich auch im um 835 bis 840 entstandenen Hortulus des Walahfrid Strabo.
Auffälligerweise fehlt ein Gebäude, das die Kanzlei beherbergt. Sie diente dem Schreiben von Urkunden.

## Forschungsdiskussion zu Ursprung und Zweck des Plans
Angesichts der langen und aktiven Forschungsgeschichte konkurrieren heute verschiedene Deutungen, die bislang nicht überall widerspruchsfrei aufgelöst werden konnten. Über einige Punkte ließ sich jedoch weitgehender Konsens herstellen.
So gilt heute die Herstellung des Planes im Kloster Reichenau als weitgehend gesichert, ebenso ein Zeitfenster zwischen etwa 819 und etwa 837 mit dem Schwerpunkt auf den frühen Jahren, während über eine noch genauere Datierung Uneinigkeit herrscht. Florian Huber glaubt in der Beischrift des Gänsestalls ein Chronogramm mit der Jahreszahl 819 erkennen zu können. Allerdings existiert keine karolingische Handschrift, die ein Chronogramm enthält. Die frühesten belegten Chronogramme stammen erst aus dem 14. Jahrhundert.
Es werden unterschiedliche Maßstäbe des Planes diskutiert. Zuletzt hat Florian Huber 2002 mit guten Gründen den Maßstab 1:160 errechnet und die Verwendung des altrömischen Fußes (pes monetalis) von 29,62 cm Länge glaubhaft gemacht.

### Schreiber
Eine Untersuchung der Handschriften durch Bernhard Bischoff, Paläograph und Kenner des Mittellateinischen, ergab, dass der Plan von zwei Schreibern beschriftet wurde und die in alemannischer Minuskel verfassten Beischriften von Reginbert stammen, der unter Abt Haito Schreiber, Lehrer und Bibliothekar im Kloster Reichenau war. Eine der Handschriften im Klosterplan stimmt mit der Handschrift einer Vita des Heiligen Martin überein, die von Reginbert geschrieben wurde. Davon ausgehend sieht Alfons Zettler in Reginbert den Autor und Urheber der Zeichnung.
In gesicherter Mikroskopie konnte 2014 bestätigt werden, dass Reginbert der Schreiber der alemannischen Minuskel ist, womit Bischoffs These weiter gestützt wurde.
Der Schreiber der karolingischen Minuskel im Klosterplan war lange Zeit unbekannt. Walahfrid Strabo, der zur gleichen Zeit auf der Reichenau tätig war, wurde ausgeschlossen, da Bischoff die „Hand W“ im Cod. Sang. 878 und zwei weiteren Handschriften als Walahfrids Autograph identifizierte. Die eher schwachen Lateinkenntnisse der „Hand W“ schienen jedoch nicht zu dem versierten Dichter Walahfrid zu passen. 2022 konnte der Mittellateiner und Paläograph Tino Licht nachweisen, dass die karolingische Hand („Hand S“) im St. Galler Klosterplan, die von Johanne Authenrieth ebenfalls im Reichenauer Verbrüderungsbuch und im Zürcher Adamnan erkannt wurde, tatsächlich Walahfrid Strabo zuzuordnen ist.
In der älteren Forschung wurde als Absender des Planes Haito vermutet, Abt des Klosters Reichenau. Als Ratgeber Karls des Großen hatte er einen hohen Rang inne, war aber doch gleichrangiger Amtsbruder des St. Galler Abtes. Haito verzichtete 822 auf alle Würden und lebte fortan als Mönch im Kloster Reichenau, wo er 835 starb.
Werner Jacobsen, Norbert Stachura und Lawrence Nees gehen davon aus, dass der Plan für Gozbert angefertigt wurde, als dieser nach 820 eine neue Klosterkirche bauen wollte. Jacobsen bemerkte die Einstiche einer Zirkel-Nadel im Pergament und Änderungen, die während der Erstellung der Zeichnungen vorgenommen wurden. Auch Lawrence Nees vermutete, dass das Manuskript von zwei Schreibern angefertigt wurde, deren älterer die Arbeit beaufsichtigte und ergänzte, wo das Wissen des Jüngeren nicht ausreichte. Diese Umstände sahen beide als Beleg, dass es sich um ein Originaldokument und keine Kopie handelt.
Angelus Häußling vermutete 2002 als „Vordenker“ des Planes den Reichenauer Mönch und Abt Walahfrid Strabo (807–849), was allerdings auf eine Spätdatierung um 837 hinweisen würde.

### Zweck und Adressat
Zu welchem Zweck der Klosterplan angefertigt wurde, ist nicht geklärt. Gemäß der Widmungsinschrift wurde der Plan für einen gewissen Gozbert erstellt. Es ist nicht restlos klar, wer der in der Widmung mit dulcissime fili (geliebtester Sohn) angesprochene Adressat Gozbert ist: Als Möglichkeiten werden der St. Galler Abt dieses Namens sowie ein gleichnamiger Verwandter diskutiert, der als Auftraggeber für die Herstellung von gelehrten Texten und Handschriften belegt ist. Der Text der Widmung lautet:

“Haec tibi dulcissime fili cozb(er)te de posicione officinarum paucis exemplata direxi, quibus sollertiam exerceas tua(m), meamq(ue) devotione(m) utcumq(ue) cognoscas, qua tuae bonae voluntari satisfacere me segnem non inveniri confido. Ne suspiceris autem me haic ideo elaborasse, quod vos putemus n(ost)ris indigere magisteriis, sed potius ob amore(m) dei tibi soli p(er) scrutinanda pinxisse amicabili fr(ater)nitatis intuitu crede. Vale in Chr(ist)o semp(er) memor n(ost)ri ame(n)”

„Dir, liebster Sohn Gozbert, habe ich diese knappe Aufzeichnung einer Anordnung der Klostergebäude geschickt, damit du daran deine Findigkeit üben und jedenfalls meine Anhänglichkeit erkennen mögest. Ich vertraue darauf, daß ich dadurch nicht nachlässig gefunden werde, deiner guten Absicht zu entsprechen. Vermute aber nicht, ich hätte das deshalb ausgearbeitet, weil wir meinen, ihr bedürftet unserer Belehrungen; glaube vielmehr in freundschaftlicher Ansehung unserer Brüderlichkeit, daß wir es aus Liebe zu Gott für dich allein zum Studium gemalt haben. Leb wohl in Christus und bleib unser stets eingedenk. Amen.“

Walter Horn hielt 1979 den Plan für eine Kopie, da er keine Zeichenspuren finden konnte. Seit Ende der 1970er Jahre wurden auf dem Pergament jedoch Zeichenspuren wie Blindrillen und Rasuren nachgewiesen.
Walter Horn und Ernest Born vermuten in ihrer Abhandlung The Plan of Saint Gall von 1979, der Plan in der Stiftsbibliothek St. Gallen sei eine Kopie einer Zeichnung, die am Hof Ludwig des Frommen nach den Synoden von Aachen (816–817) entstand, auf denen möglicherweise die Errichtung von Benediktinerklostern im Karolingerreich als Bollwerk gegen eine Iroschottische Mission vorgesehen wurde. Horn und Born sahen den Plan als Planungsgrundlage zukünftiger Benediktinischer Klöster, die sich strikt nach der Regula Benedicti richteten.
Da die Planung von Abt Gozbert und den St. Galler Mönchen nicht detailliert umgesetzt wurde, können die St. Galler Bezüge im Plan (Altäre, Gallusgrab, Widmungsbrief) mit den von der Zeichnung abweichenden archäologischen Befunden in Ausgleich gebracht werden. Barbara Schedl sieht im Plan keine verbindliche Architekturzeichnung für die Bauausführung, sondern einen Entwurf als Grundlage für einen eigenständigen Planungsvorgang, der unter den beiden Äbten und Bauherren der Reichenau und St. Gallens, Haito und Gozbert, mit dem gelehrten Mitarbeiterstab beider Klöster diskutiert wurde. Die frei stehenden Türme, die nördlich der Alpen kaum anzutreffen sind, und die Anordnung der Gebäude (die wichtigen Gebäude wie Bibliothek, Skriptorium, Schule und Abtspfalz sind an „kühlen“ Orten untergebracht) führten auch zu der Vermutung, dass der Plan im Süden entstanden sein könnte.
Neben den Deutungen, die in der Zeichnung einen Bauplan erkennen, hat sich ausgehend von dem offensichtlich nicht angestrebten maßstabsgerechten Realismus seit den 1990er-Jahren eine literatur- bzw. kulturgeschichtliche Interpretation etabliert. Diese geht im Wesentlichen auf die Amerikanerin Mary Carruthers zurück, die die St. Galler Zeichnung als „Meditationsmaschine“ (meditation machine) bezeichnet und mit der Loci-Methode in Verbindung gebracht hat, wie sie in den Texten antiker römischer Rhetoriker belegt ist. Bei dieser mnemotechnischen Methode werden die zu lernenden Inhalte gedanklich mit architektonischen Strukturen verknüpft, für die die auf der Reichenau entstandene Zeichnung nach Carruthers als Vorlage diente. Die Beischriften weisen sprachlich in die Richtung der sogenannten karolingischen Renaissance und stellen oft intertextuelle Verweise auf literarische Werke dar. Auffällig ist auch der häufige Einsatz von Synonymen, was den literarischen (eventuell literarisch-didaktischen) Anspruch der Beischriften unterstreicht. In diesem Sinne bezeichnet Walter Berschin den Klosterplan als „literarisches Denkmal“. Neben der konkreten mnemotechnischen und didaktischen Verwendung der Zeichnung wird in der aktuellen Forschung teilweise angenommen, es handle sich um eine poetische Reflexion über Klosterleben und mönchische Lebensform. Diese Überlegungen, die in der Zeichnung weder eine für ein konkretes Bauprojekt gedachte Planskizze noch einen Idealplan für den Klosterbau im Sinne einer Mustervorlage erkennen, lassen die Bezeichnung als „Klosterplan“ problematisch erscheinen. So schlägt etwa Michel Lauwers vor, besser von einer „Figuration“ zu sprechen. Die Deutungen als konkreter Bauplan, Idealplan und als literarisch inspiriertes Werkzeug der Meditation und Mnemotechnik schließen sich nicht gänzlich aus: So versucht Barbara Schedl in ihrer Monographie, die drei Ansätze miteinander zu verbinden.
Cornel Dora verwirft den Begriff „Idealplan“ und kommt bei der Betrachtung der  Forschungsgeschichte zum Klosterplan zum Schluss, dass es sich „um eine eigenständige Zeichnung, die aufgrund des Wissens und der Erfahrungen des Inselklosters für das Steinach-Kloster“ handelt. Er betont, dass es sich beim Klosterplan um ein Zeugnis des Wissenstransfers zwischen dem Kloster Reichenau und dem Kloster St. Gallen handelt.

## Rekonstruktion eines Klosters nach dem St. Galler Plan bei Meßkirch

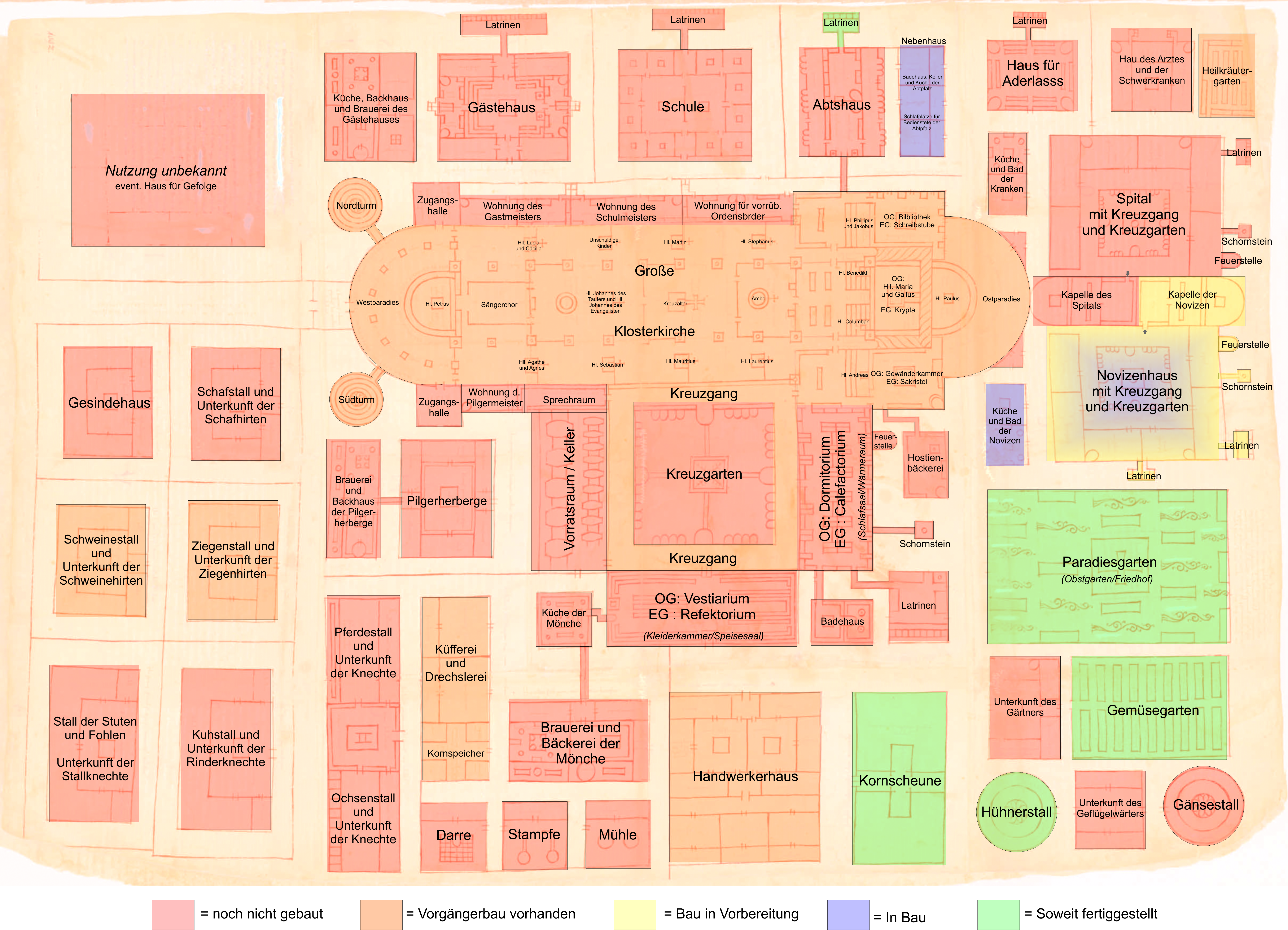
Baustand des Campus Galli im April 2023

Ein originalgetreuer Nachbau des St. Galler Klosterplans wurde im Juni 2013 bei der süddeutschen Kleinstadt Meßkirch begonnen. Bei der Errichtung des Klosterkomplexes kommen im Sinne der experimentellen Archäologie so weit wie möglich zeitgenössische Baumaterialien und -methoden zum Einsatz, wodurch man sich wissenschaftliche Erkenntnisse über die karolingische Architektur und Bautechnik verspricht. Das vom Aachener Journalisten Bert M. Geurten ins Leben gerufene Bauprojekt erhält eine öffentliche Starthilfe in Höhe von rund einer Million Euro; die weitere Finanzierung soll ähnlich wie bei der Burg Guédelon durch Einnahmen als touristischer Anziehungspunkt getragen werden. Auf dem mittelalterlichen Bauplatz sollen 20 bis 30 Bauleute fest angestellt werden; die Bauzeit wird auf circa 40 Jahre veranschlagt. Mit angeregt wurde das Projekt durch Reinhard Kungels Film über Guédelon; unterstützt durch SWR und Filmförderung Baden-Württemberg realisiert Kungel seit 2011 eine Langzeitdoku über den Campus Galli in hochauflösendem 4K.

## Trivia
Die Benediktinerabtei in Umberto Ecos Roman Der Name der Rose entspricht im Prinzip dem St. Galler Klosterplan.